# Дьезед, Жан
Жан Дьезед (фр. Jean Dieuzaide; 20 июня 1921, Гренад, Франция — 18 сентября 2003, Тулуза, Франция) — французский фотограф.

## Творчество
Жан Дьезед начал свою карьеру в качестве фотографа началась 19 августа 1944 года, делая снимки освобождения от оккупации Тулузы. В 1945 году его заметили и он начал сотрудничать с различными газетами и еженедельными журналами в качестве фотожурналиста. В 1951 году Дьезед обосновался в Тулузе. С 1950-х гг. Дьезед стал проявлять интерес к структурам веществ. В снимках морского ила снятых с близкого расстояния Жан обнаружил заинтересовавшие формации. Снимок сюрреалиста принесший ему славу Дали в воде, Кадекас был сделан в 1953 году во время путешествия по Испании. В 1963 году Дьезед оказался среди основателей группы «Либре экспрешн», которая верила в «субъективную фотографию» и идеи Отто Штайнерта. В 1974 году Дьезед опубликовал серию снимков под названием «Мои приключения под водой». Вплоть до 1981 года Дьезед руководил студией в Тулузе, в этой студии он организовывал выставки для членов группы «Либре экспрешн». Жан Дьезед закрыл данную студию в 1986 году.